# 1217 Maximiliana
Az 1217 Maximiliana (ideiglenes jelöléssel 1932 EC) a Naprendszer kisbolygóövében található aszteroida. Eugène Joseph Delporte fedezte fel 1932. március 13-án, Uccleban.